# モントリオール中央駅
モントリオール中央駅（モントリオールちゅうおうえき）（仏: Gare centrale de Montréal、英: Montreal Central Station）は、カナダ・ケベック州のモントリオールにあるVIA鉄道、近郊列車(RTM)、REMのターミナル駅である。

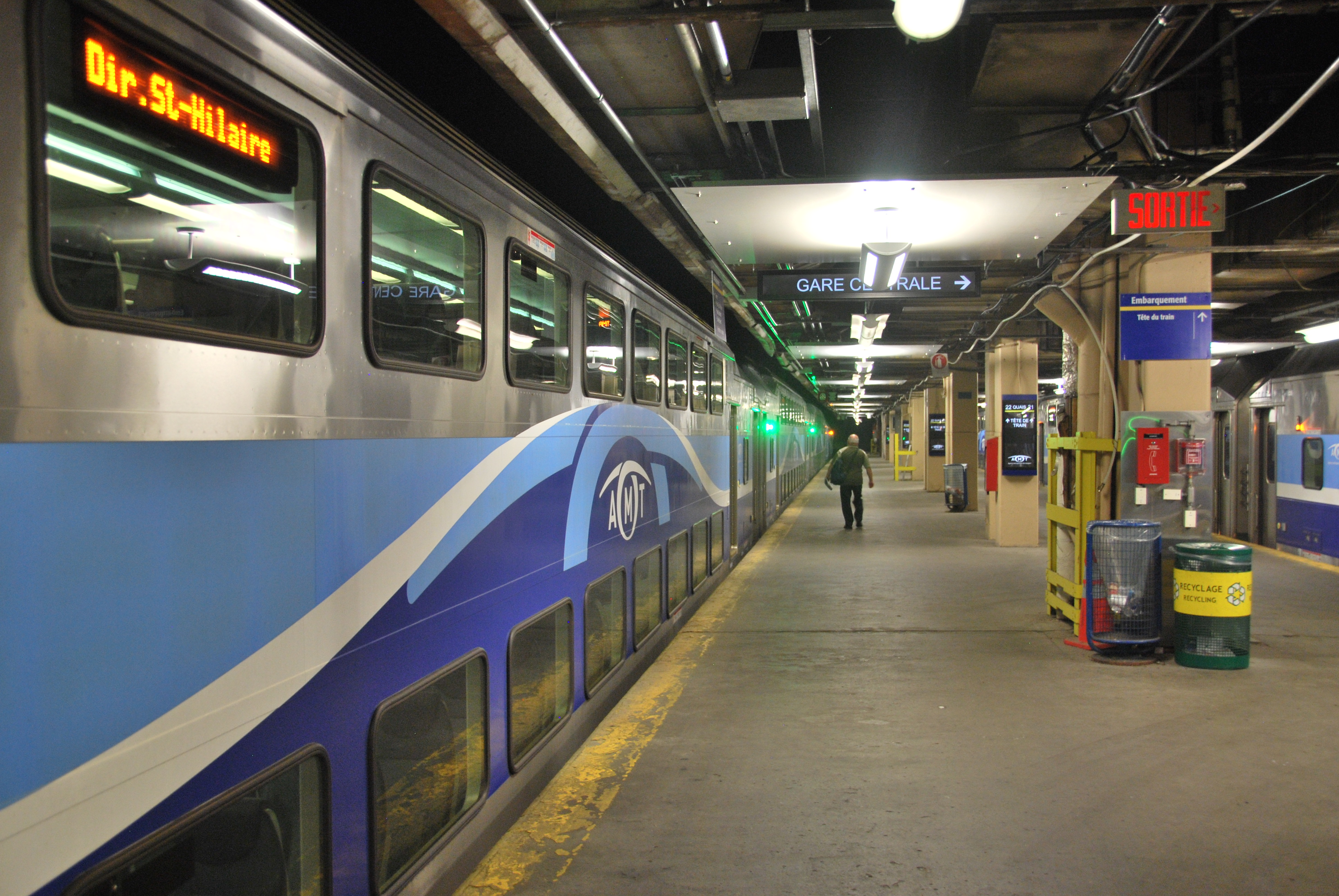
発着ホーム

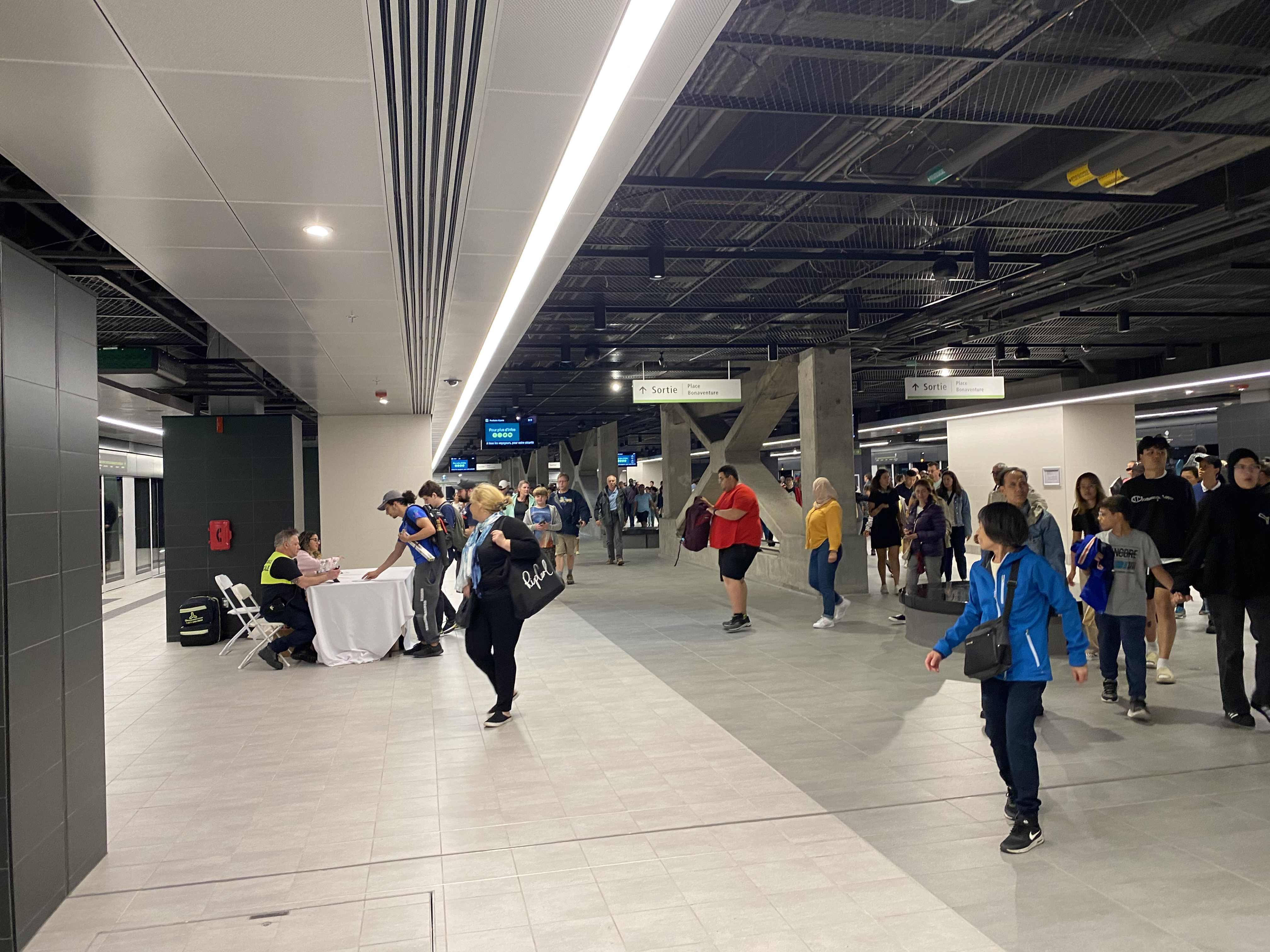
2023年に開業したREMのホーム

## 概要
現在の駅舎は1943年に竣工。ホームは地下に21の線路と16のホームが設けられており、北側がモン・ロワイヤルトンネルに通じている。VIA鉄道によりカナダ国内各地と結ばれているほか、アムトラックによりアメリカニューヨークへの旅客列車も運行されている。そのほか近郊列車（RTM）の発着点でもありターミナル駅となっている。年間利用客数は1100万人を超えるカナダ有数の鉄道駅である。また、モントリオール地下鉄の3つの駅（ボナヴァンチュール駅、マギル駅、ビクトリア広場駅）とも地下で結ばれており、巨大なモントリオール地下街を形成している。1968年から1982年までの間は営業最高速度193km/hを出す高速列車であったUAC ターボトレインも乗り入れていた。当駅にはカナディアン・ナショナル鉄道の本社が隣接している。2023年7月31日に開業した都市鉄道REMのハブ駅としての機能も担っている。

## 乗り入れ路線

### VIA鉄道
- ■ モントリオール・センテール列車（英語版）･･･旧アビティビ号。センテール
- ■ モントリオール・ジョンキエール列車（英語版）･･･旧サグネー号。ジョンキエール
- ■ シャルール号･･･ガスペ 2013年8月より運休中[4]
- ■ オーシャン号･･･ハリファックス
- ■ コリドー号（英語版）（東部近距離特急）･･･オタワ、トロント、ケベックシティ

### アムトラック
- ■ アディロンダック･･･ニューヨーク

### 近郊列車(RTM)
- ■ RTM モン・サン・イレール線（英語版）

### 都市鉄道(REM)
- ■ REM

## 接続路線

### 地下鉄
- ■ 地下鉄 オレンジライン(ボナヴァンチュール駅、ビクトリア広場駅)
- ■ 地下鉄 グリーンライン(マギル駅)